# Ra Patera

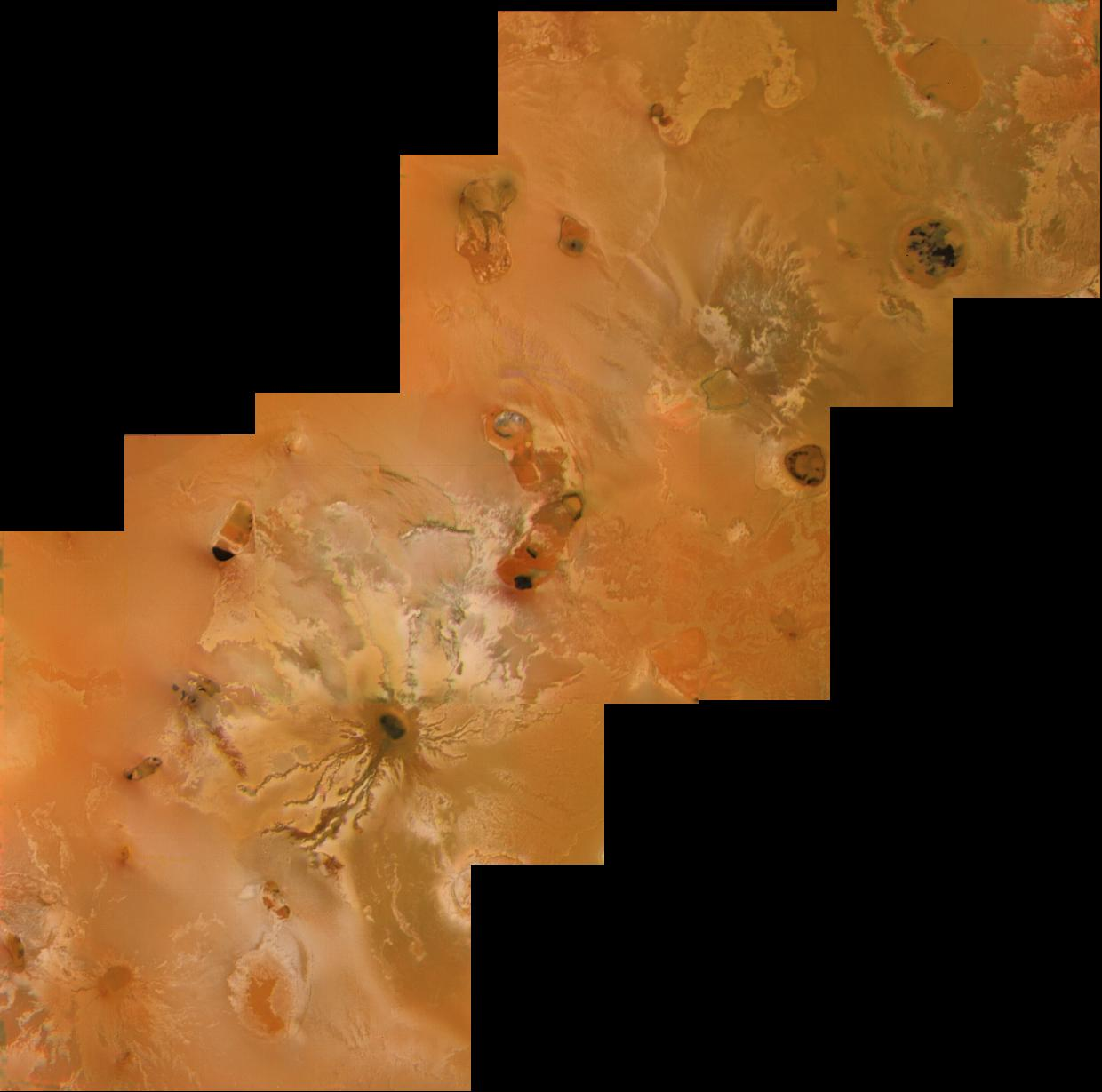
Pohled na sopku Ra Patera

Ra Patera je mimozemská sopka na povrchu Jupiterova měsíce Io. Jedná se o aktivní sopku pozorovanou nejprve sondami Voyager 1 a Voyager 2 v roce 1979, které studovaly geologii a topografii oblasti a zdroj erupcí. V době objevu byla sopka vysoká asi jeden kilometr a byla tvořena četnými lávovými proudy s nízkou mírou viskozity nebo vysokou mírou eruptivnosti. Možná jde o sopku, která chrlí kapalnou síru.
Oblast je pojmenovaná po egyptském bohu Re.